# Луїс Енріке Мандетта
Луїс Енріке Мандетта (порт. Luiz Henrique Mandetta, 30 листопада 1964, Кампу-Гранді) — бразильський лікар-дитячий ортопед та політичний діяч, член Бразильського союзу, який працював міністром охорони здоров'я з 20 листопада 2018 року в уряді Жаїра Болсонару, замінивши Жилберту Оккі. 16 квітня 2020 року Болсонару звільнив його через розбіжності щодо політики соціального дистанціювання під час епідемії коронавірусної хвороби.

## Освіта та початок кар'єри
Мандетта є дипломованим медичним працівником Університету Гама Фільо зі спеціалізацією з ортопедії на кафедрі ортопедії Федерального університету Мату-Гросу-ду-Сул і субспеціалізацією з дитячої ортопедії в Дитячій лікарні Шотландського обряду в Атланті. Мандетта був військовим медиком у чині лейтенанта Центрального армійського госпіталю.

## Політична кар'єра

### Член Конгресу, 2011—2019 роки
Мандетта був обраним федеральним депутатом після виборів 54-го Конгресу 2010 року; він був переобраний у 2014 році до 55-го Конгресу.
Під час свого перебування в Конгресі Мандетта був найбільш відомий тим, що виступав проти політики охорони здоров'я уряду лівої Робітничої партії, зокрема її програми «Mais Medicos», яка привела кубинських лікарів у найвіддаленіші куточки Бразилії. Він голосував за імпічмент Ділми Русефф. Пізніше він виступав за поправку до Конституції №º 95 від 2016 року, яка встановила новий податковий режим. У квітні 2017 року проголосував за трудову реформу. У серпні 2017 року Мандетта проголосував за хід розгляду скарги проти президента Мішеля Темера.

### Міністр охорони здоров'я (2019—2020 роки)
20 листопада 2018 року обраний президент Жаїр Болсонару затвердив Мандетту на посаді міністра охорони здоров'я. Щодо звинувачень у порушеннях, коли він був керівником охорони здоров'я в Кампу-Гранді, Мандетта підтвердив за тиждень до призначення, що він розмовляв із Болсонару про деталі справи. За його словами, новообраний президент сказав, що одна лише скарга не буде приводом для блокування його висунення. На той час Мандетта перебував під слідством за ймовірне шахрайство під час закупівель, торгівлю впливом і незадекларовані пожертви на кампанію.
Мандетта став дуже популярним у 2020 році завдяки тому, що впорався з епідемією COVID-19 у Бразилії. Міністр охорони здоров'я неодноразово опонував президенту Болсонару; Мандетта захищав заходи соціального дистанціювання, щоб запобігти поширенню COVID-19, а Болсонару був противником таких заходів і критикував губернаторів штатів, які запровадили локдаун у своїх штатах.
Згідно з опитуванням «Datafolha», проведеним у квітні 2020 року, 76 % бразильців висловили схвалення Мандетти щодо його заходів боротьби з епідемією; 82 % відповідей на підтримку Мандетти були від самоназваних прихильників Болсонару. Міністри уряду болсонару Паулу Гедес (економіки) і Серхіо Моро (юстиція та громадська безпека) також були проти позиції президента щодо соціального дистанціювання та публічно підтримали Мандетту. Болсонару неодноразово висловлював своє невдоволення міністром і, як повідомляється, вирішив звільнити Мандетту 6 квітня 2020 року, тривалий час відмовляючись від цього кроку через тиск з боку своїх радників.
16 квітня 2020 року Мандетта повідомив, що Болсонару його звільнив, а наступником Мандетти на посаді міністра охорони здоров'я став онколог Нелсон Тейш, хоча Тейш також пішов у відставку через місяць.

## Особисте життя
Луїс Енріке Мандетта є масоном і католиком.